# Llac Ūkojas
El llac Ūkojas és un llac del districte municipal d'Ignalina, a l'est de Lituània. Està situat al Parc Nacional d'Aukštaitija, a 12 km. d'Ignalina, i connecta amb el llac Alksnaitis i el llac Pakasas.